# بلیاکاندا
بلیاکاندا (به لاتین: Beliyakanda) یک منطقهٔ مسکونی در سری‌لانکا است که در استان مرکزی (سری‌لانکا) واقع شده‌است.